# Kunst und Kirche
Kunst und Kirche ist eine ökumenische Vierteljahresschrift mit den Themengebieten zeitgenössische Kunst, Architektur und Religion.

## Geschichte
Die Zeitschrift entstand 1971 als ökumenische Fusion der seit 1860 bestehenden katholischen Christlichen Kunstblätter mit der seit 1924 publizierten evangelischen Zeitschrift für christliche Kunst.
Sie erschien bei den Verlagen Das Beispiel, Darmstadt, Gerhard Mohn, Gütersloh mit dem Untertitel Ökumenische Zeitschrift für Architektur und Kunst und seit 2007 beim Springer-Verlag, Wien/New York; nunmehr mit dem Untertitel Magazin für Kritik, Ästhetik und Religion.
Als Herausgeber firmierten der Arbeitsausschuss des Evangelischen Kirchbautages in Verbindung mit dem Institut für Kirchenbau und kirchliche Kunst der Gegenwart an der Philipps-Universität Marburg (bis zu dessen Schließung 2022) sowie der Diözesankunstverein Linz in Verbindung mit dem Fachbereich für Kunstwissenschaft und Philosophie der Katholischen Privat-Universität Linz.
Die Redaktion lag von 1991 bis 1999 bei Günter Rombold. 2025 gehören Johann Hinrich Claussen (Herausgeber), Ilaria Hoppe (Herausgeberin), Johanna Di Blasi, Negar Hakim, Hannes Langbein, Anna Minta, Thorsten Nolting, Peter Schüz, Winfried Schwab OSB, Birgit Weindl und Alexia S. Zeller der Redaktion an. 